# Reserva Nacional de Fauna Andina Eduardo Avaroa
Reserva Nacional de Fauna Andina Eduardo Avaroa (i svensk översättning ungefär "Eduardo Avaroa naturreservat för andinsk fauna") är ett naturreservat i Bolivia. Det ligger i departementet Potosí, i den södra delen av landet, 400 km sydväst om huvudstaden Sucre. Reservatet gränsar till Argentina och Chile. Arean är enligt olika källor 7 147 eller 6 806 kvadratkilometer.
Reservatet är grundat för att skydda i synnerhet fågelfaunans diversitet och arter typiska för Anderna. Biodiversiteten är låg i jämförelse med andra skyddade områden på grund av de extrema förhållandena: låga temperaturer, hög salthalt och brist på näringsämnen.
Trakten runt naturreservatet är ofruktbar med lite eller ingen växtlighet och nära nog obefolkad, med mindre än två invånare per kvadratkilometer.